# Bakili Muluzi
Elson Bakili Muluzi (født 17. marts 1943) var Malawis præsident i 1994-2004.
Muluzi stillede op ved 1994 års præsidentvalg, hvilket var Malawis første frie valg siden 1961, for UDF og slog den siddende præsident Hastings Banda med næsten 14 procentenheder (47,15% mod 33,44%). Under sin første femårsperiode som præsident oprettede han blandt andet et antikorruptionsbureau, en lovkommission og et ombudsmandsembede. Han vandt 1999 års præsidentvalg med mere end halvdelen af stemmerne, men formåede ikke at udrette meget under sin anden periode som præsident. Vestlige lande stoppede i perioder bistanden til landet på grund af "dårlig økonomisk politik og korruption." Parlamentsmedlemmer, som repræsenterede hans parti UDF forsøgte to gange under hans anden embedsperiode at få gennemført forandringer i grundloven, som skulle gøre det muligt for Muluzi at stille op ved præsidentvalget en tredje gang, men da dette mislykkedes, valgte han Bingu wa Mutharika som partiets mand i præsidentvalget 2004. Mutharika vandt valget, men Muluzi og han brød dog samarbejdet allerede efter et par måneder, og Mutharika dannede året efter et eget parti, Demokratisk Progressivt Parti (DPP).